# 국도 제181호선 (일본)

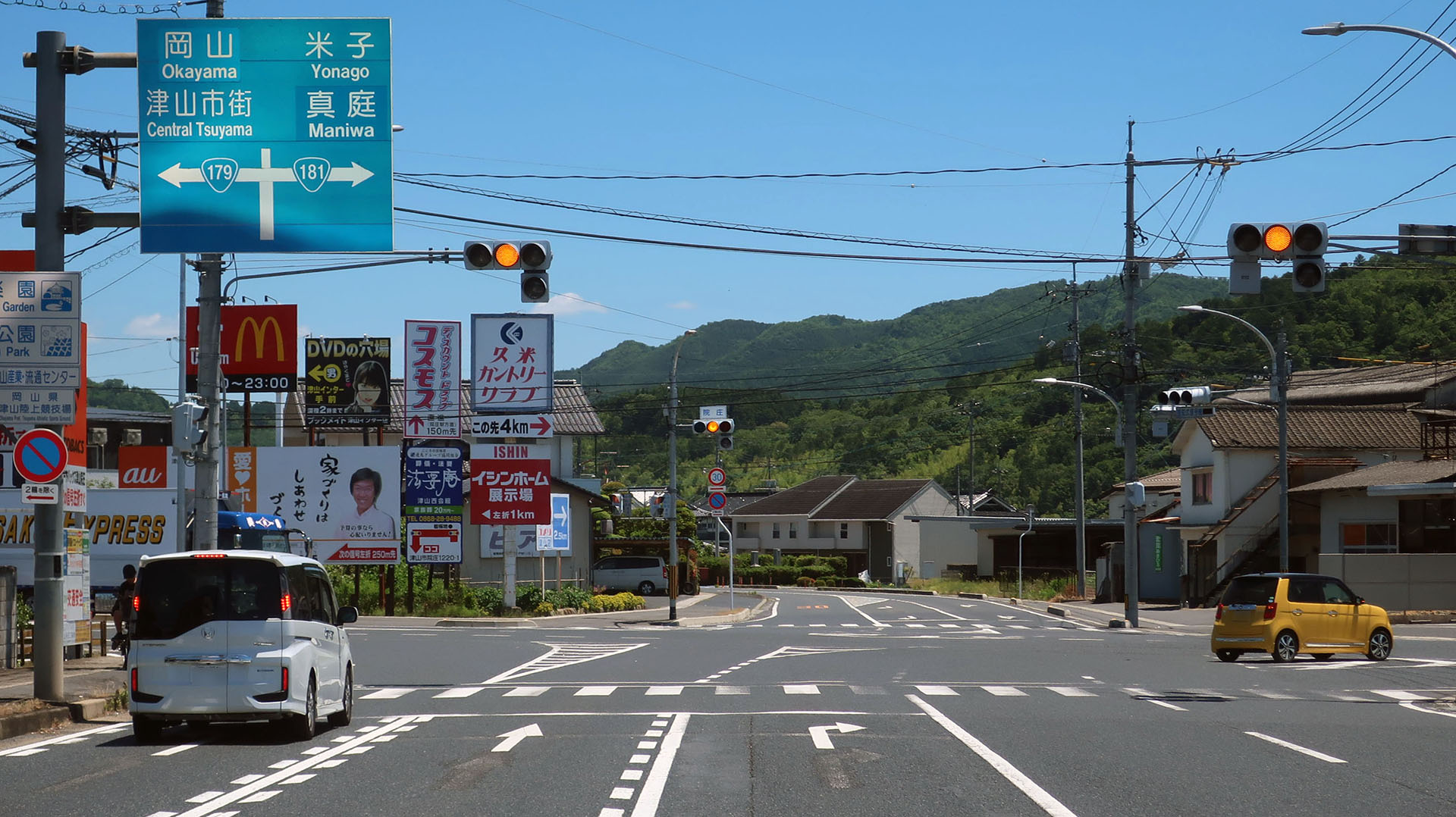
국도 181호선의 기점
오카야마현 쓰야마시 인노쇼 교차로

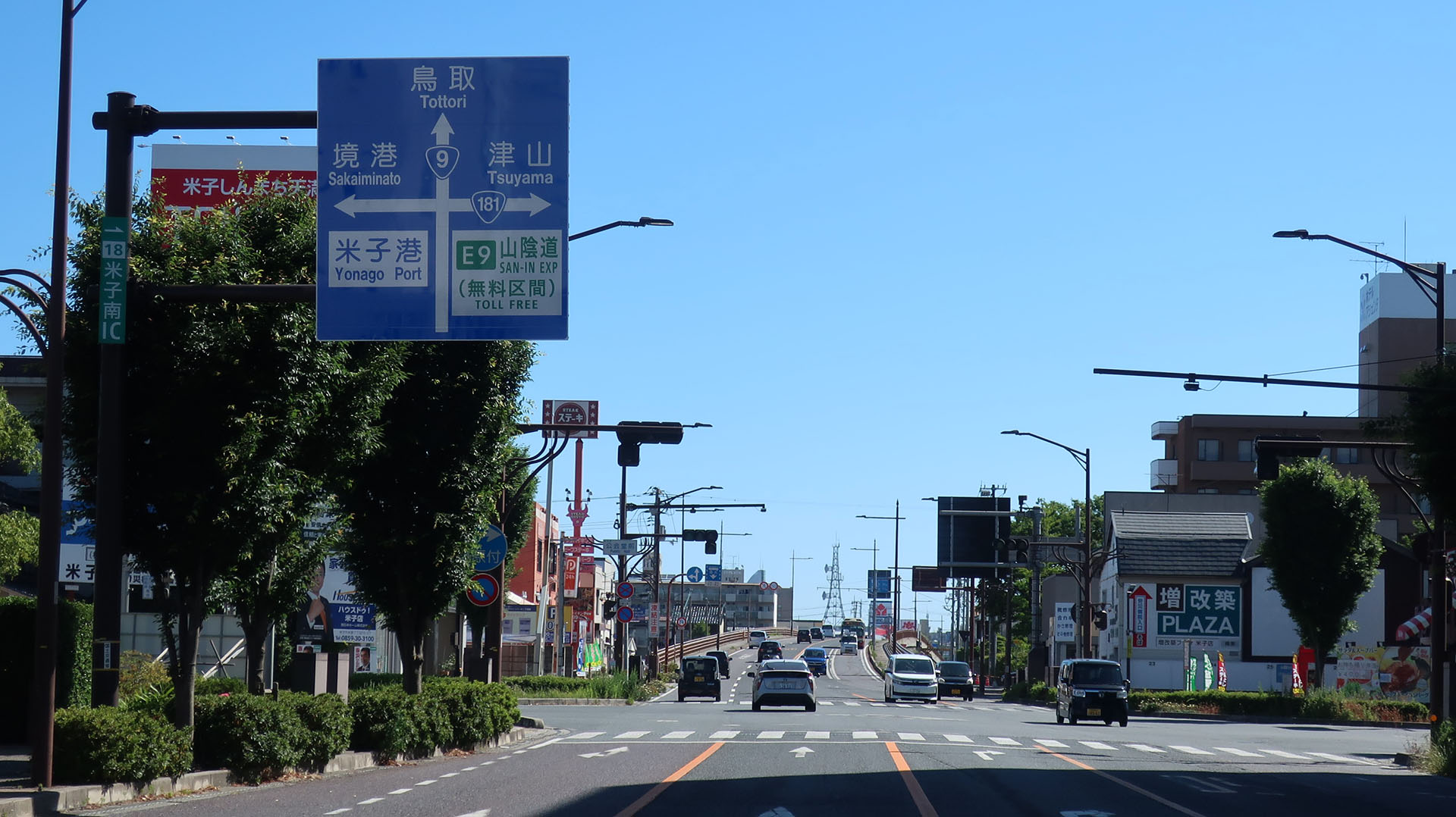
국도 181호선과 국도 183호선의 종점
돗토리현 요나고시 공회당 앞 교차로

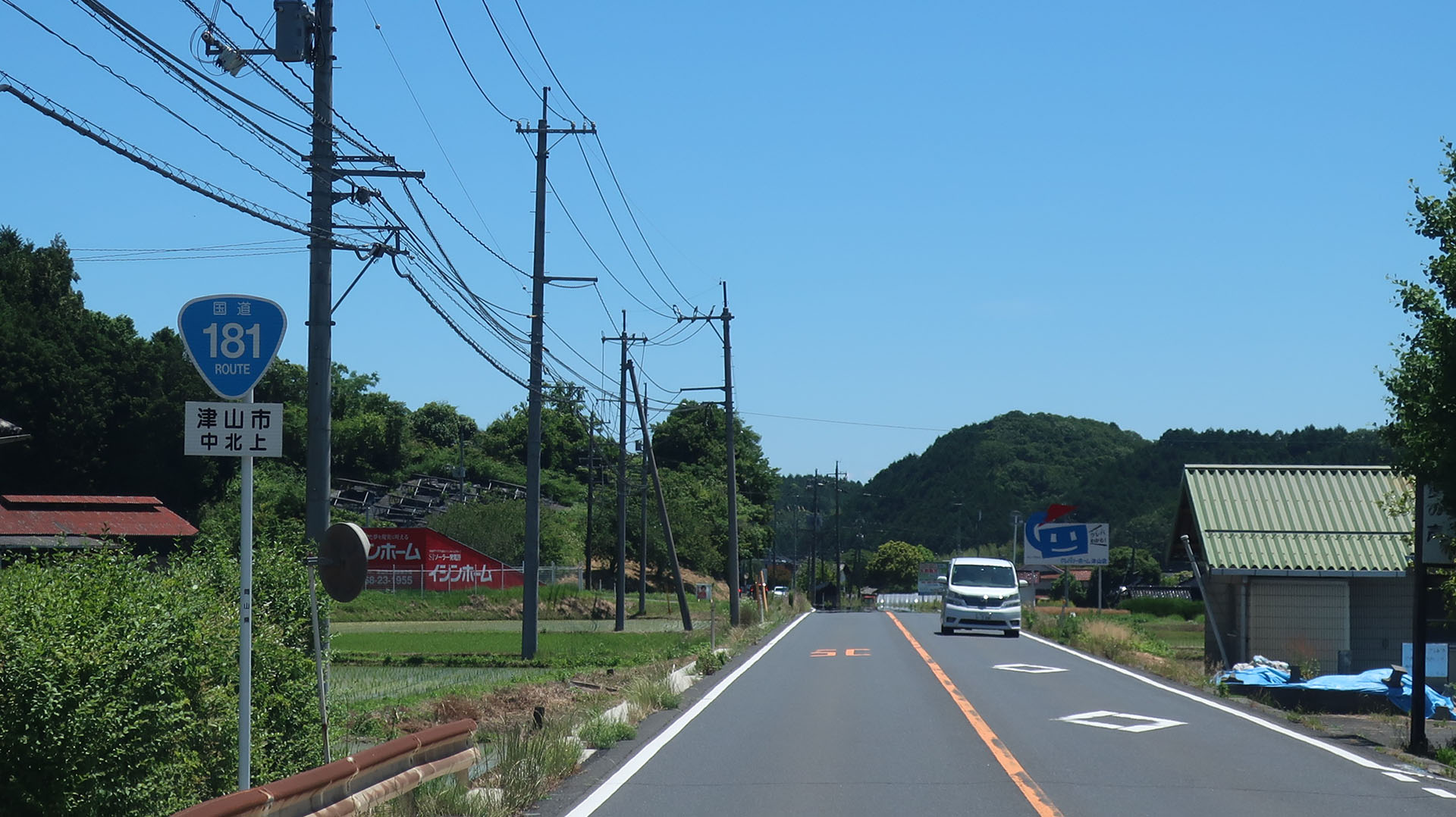
오카야마현 쓰야마시 나카키타카미 (2020년 6월 촬영)

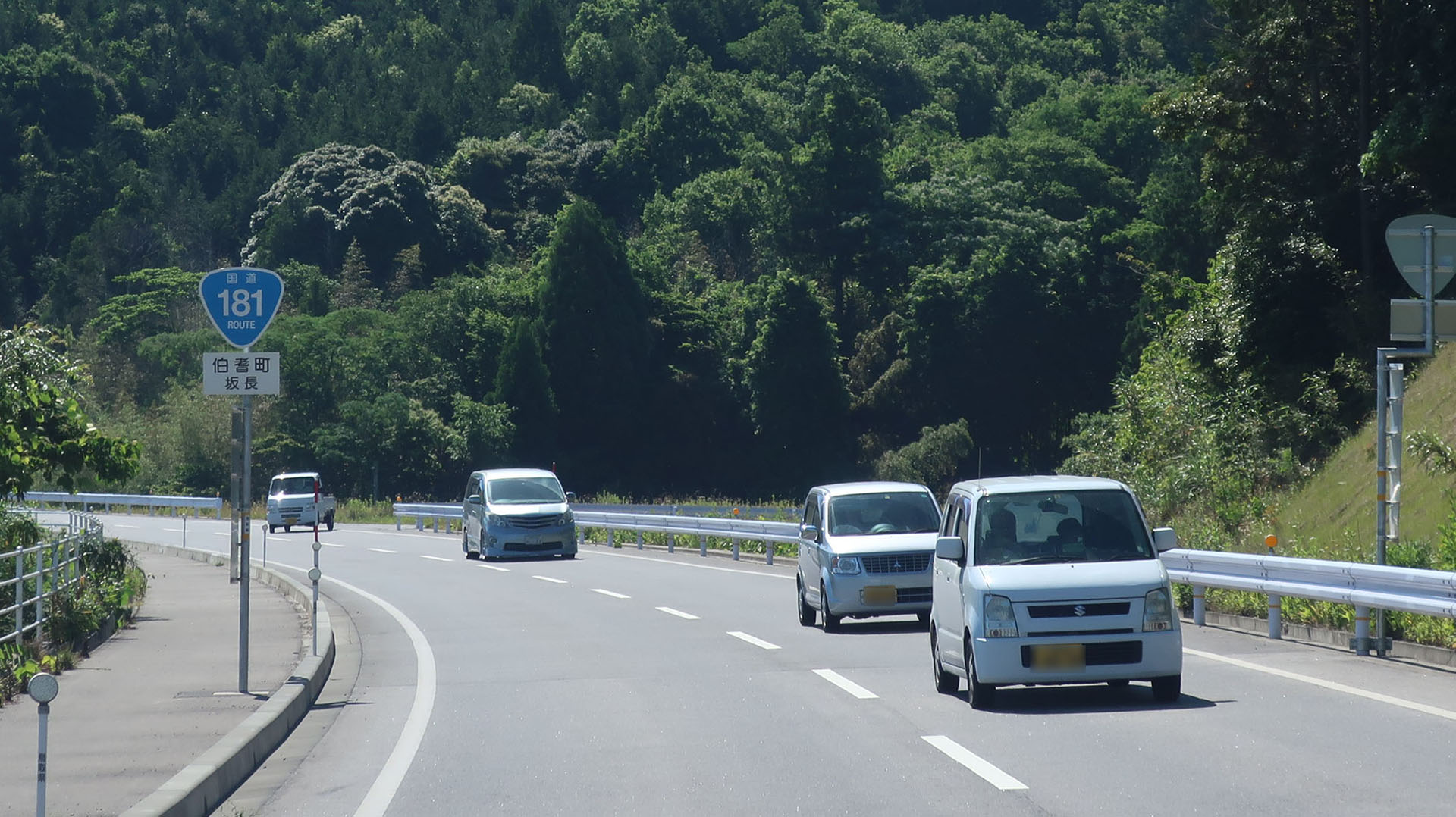
기시모토 바이패스
돗토리현 사이하쿠군 호키정

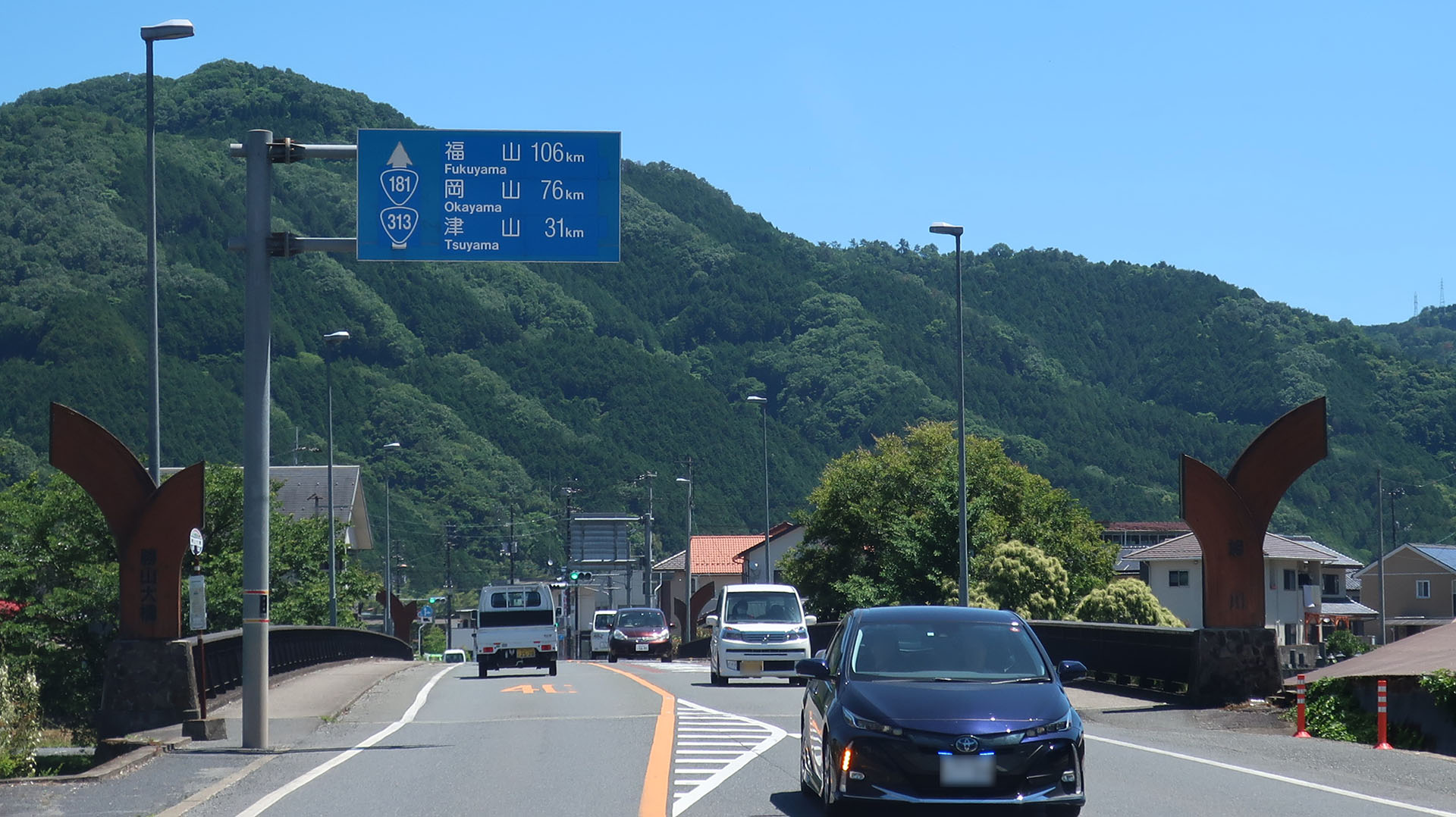
국도 제313호선과의 중복 구간
오카야마현 마니와시 에가와

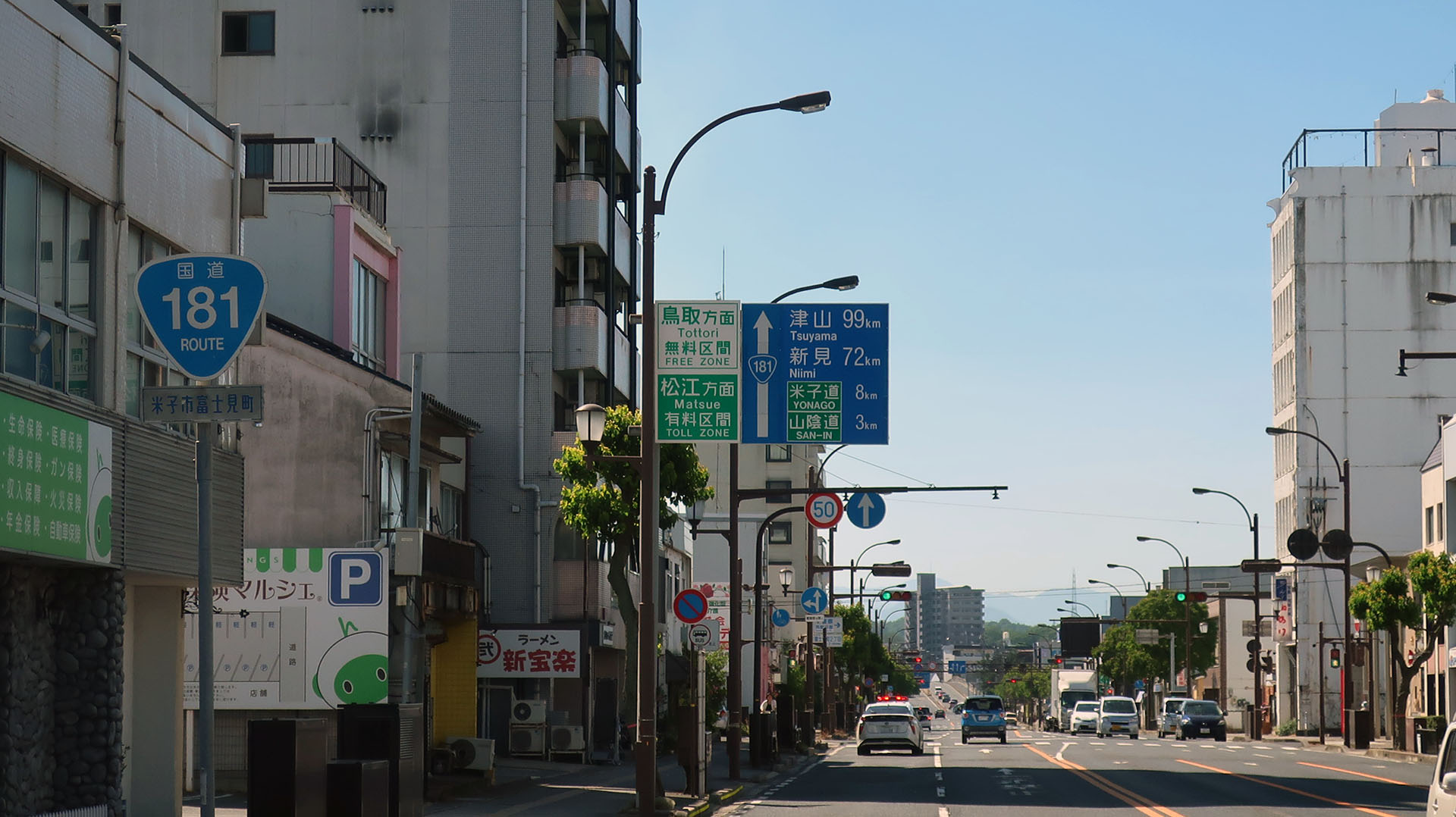
돗토리현 요나고시 후지미초
(2020년 6월 촬영)

국도 제181호선(일본어: 国道181号)은 오카야마현 쓰야마시에서 돗토리현 요나고시까지 이르는 일본의 일반 국도로, 총 연장은 100.3km이다.

## 개요
기점인 오카야마현 쓰야마시에서 북서쪽으로 경로를 통과한 다음, 종점인 돗토리현 요나고시까지 이르는 노선으로, 도중에는 미마사카 지방에 해당되어 있는 마니와시 및 신조촌을 경유하고 있지만, 돗토리현의 경우 서부지구 남측에 위치하게 되는 히노정과 호키정 등을 거치는 노선이다.

### 노선 정보
일반 국도의 노선을 지정하고 있는 정령에 의거한 기종점 및 경유지는 다음과 같다.
- 기점 : 쓰야마시 (인노쇼 교차로 = 국도 제179호선과의 교점)
- 종점 : 요나고시 (공회당 앞 교차로 = 국도 제9호선과의 교점 및 국도 제183호선과 국도 제482호선 (일본)(일본어판)의 종점)
- 중요한 경과지 : 오카야마현 마니와군 구세정[A], 동군 가쓰야마정[B], 돗토리현 히노군 히노정, 동군 고후정, 동군 미조구치정[C]
- 총 연장 : 100.3 km[D]
- 중용 연장 : 1.1 km[E]
- 실제 연장 : 99.2 km[F]
- 현도 : 97.5 km[G]
- 구도 : 없음
- 신도 : 1.7 km[H]
- 지정 구간 : 없음

## 역사
- 1953년 5월 18일 - 2급 국도 제181호 쓰야마 요나고 선(쓰야마시 ~ 요나고시)으로 지정 시행
- 1965년 4월 1일 - 1, 2급의 국도 구분을 없애고 일반 국도 제181호선으로 전환하여 재지정

### 병행하고 있는 옛 가도
- 돗토리현 : 구 이즈모 가도[1]

## 노선 개황

### 바이패스
- 기시모토 바이패스 (사이하쿠군 호키정 요시사다 - 요나고시 스와)

### 중복 구간
- 국도 제313호선 : 오카야마현 마니와시 구세 ~ 마니와시 에가와
- 국도 제180호선 : 돗토리현 히노군 히노정·다카오 교차로 ~ 히노정·도노미네 교차로)
- 국도 제183호선 : 돗토리현 히노군 히노정·도노미네 교차로 ~ 요나고시·공회당 앞 교차로)
- 국도 제482호선 : 돗토리현 히노군 고후정·에비 교차로 ~ 요나고시·공회당 앞 교차로)

### 도로 시설

#### 터널
- 시주마가리 터널 (1968년 개통)

#### 미치노에키
- 오카야마현
  - 구메노사토(일본어판) (쓰야마시)
  - 가이센자쿠라 신조슈쿠(일본어판) (마니와군 신조촌)
- 돗토리현
  - 오쿠다이센(일본어판) (히노군 고후정)

## 지리

### 통과하는 지자체
- 오카야마현
  - 쓰야마시 - 마니와시 - 마니와군 신조촌
- 돗토리현
  - 히노군 히노정 - 히노군 고후정 - 사이하쿠군 호키정 - 요나고시

### 교차하는 도로
국도
- 국도 제179호선
- 국도 제313호선
- 국도 제180호선
- 국도 제183호선
- 국도 제482호선
- 국도 제9호선

고속도로
- 요나고 자동차도(일본어판, 중국어판)
- 산인 자동차도(일본어판, 중국어판)